# Rhône-Alpes
Rhône-Alpes je bývalý region Francie, který se nachází v jihovýchodní části státu. Region je pojmenován po řece Rhôně a po Alpách. Hlavním městem byl Lyon - druhá největší metropolitní oblast celé Francie po Paříži a nejstarší město regionu. Od roku 2016 byl spolu s regionem Auvergne sloučen do nového regionu Auvergne-Rhône-Alpes.
Region se skládá z osmi departementů:
- Ain
- Ardèche
- Drôme
- Isère
- Loire
- Rhône
- Savoie
- Haute-Savoie

## Prefektury
Prefektury regionu - tj. hlavní města departementů a v závorce departementy samotné:
- Lyon (Rhône)
- Grenoble (Isère)
- Saint-Étienne (Loire)
- Valence (Drôme)
- Chambéry (Savojsko)
- Annecy (Horní Savojsko)
- Bourg-en-Bresse (Ain)
- Privas (Ardèche)

## Největší města
- Lyon: 466 400 (2005)
- Saint-Étienne: 175 700 (2005)
- Grenoble: 156 600 (2005)
- Villeurbanne: 134 500 (2005)
- Valence: 65 400 (2005)
- Chambéry: 58 100 (2005)
- Vénissieux: 56 800 (2005)
- Annecy: 51 000 (2005)